# Třída Ronis
Třída Ronis byla třída ponorek lotyšského námořnictva. Celkem byly postaveny dvě jednotky této třídy. Po okupaci země Sovětským svazem roku 1940 byly zařazeny do sovětského námořnictva. Po německé invazi do SSSR je potopily vlastní posádky.

## Stavba
Obě dvě ponorky této třídy postavila francouzská loděnice Ateliers et Chantiers de la Loire v Nantes. Do služby byly přijaty roku 1927.
Jednotky třídy Ronis:
| Jméno   | Založení kýlu | Spuštěna         | Vstup do služby | Status                                           |
| ------- | ------------- | ---------------- | --------------- | ------------------------------------------------ |
| Ronis   | 1925          | 1. července 1926 | 1927            | Ukořistěna SSSR, 1941 potopena vlastní posádkou. |
| Spidola | 1925          | 6. října 1926    | 1927            | Ukořistěna SSSR, 1941 potopena vlastní posádkou. |

## Konstrukce
Ponorky byly vyzbrojeny jedním 75mm kanónem a šesti 450mm torpédomety. Pohonný systém tvořily dva diesely Sulzer o výkonu 1300 hp a dva elektromotory o výkonu 700 hp. Ponorky dosahovaly nejvyšší rychlosti 14 uzlů na hladině a 9 uzlů pod hladinou. Dosah byl 1600 námořních mil při rychlosti 14 uzlů na hladině a 85 námořních mil při plavbě rychlostí 4,5 uzlu pod hladinou. Operační hloubka ponoru byla až 50 metrů.

## Služba
Lotyšské námořnictvo ponorky provozovalo v letech 1927–1940. Námořnictvo zaniklo po sovětské okupaci pobaltských států a obě ponorky byly pod stejnými jmény začleněny do sovětského námořnictva. Po německé invazi do SSSR je v přístavu Liepāja dne 24. června 1941 potopily vlastní posádky.